# Undercover of the Night
«Undercover of the Night» —en español: «En la clandestinidad de la noche»— es una canción compuesta por Mick Jagger y Keith Richards para su banda The Rolling Stones, editada como primer sencillo del álbum Undercover del año 1983.

## Inspiración y grabación
La canción es en gran medida una composición de Mick Jagger, el guitarrista Keith Richards dijo que "Mick tenía todo planeado" en las notas del recopilatorio Jump Back: The Best of The Rolling Stones, editado en 1993. La canción fue escrita probablemente en París en finales de 1982, donde se comenzó a grabar en el álbum.
Las letras de Jagger exploran la corrupción política entonces en curso en América Central y Sudamérica:

Han detenido a los chicos;
y los han enviado a campamentos en la selva;
y la gente susurra palabras ambiguas;
los padres que fueron orgullosos actúan con humildad.

Jagger dijo, en esas mismas notas del recopilatorio Jump Back, que la canción fue "influenciada por Ciudades de la noche roja de William Burroughs". Undercover of the Night es notable por ser una de las pocas canciones de los Rolling Stones que exploran abiertamente ideas políticas, junto a «Street Fighting Man», y podría decirse como «Doo Doo Doo Doo Doo (Heartbreaker)», «Highwire» y la más reciente «Sweet Neo Con». La grabación comenzó a principios de 1983, se reanudó más tarde ese mismo verano en la ciudad de Nueva York en el famoso estudio Hit Factory. 
Se destacan las dos versiones de esta canción, una con el habitual bajista Bill Wyman y la otra con Robbie Shakespeare como invitado. La canción cuenta con un espíritu muy rítmico, proporcionado por Sly Dunbar, Martin Ditcham, Moustapha Cisse y Brahms Coundoul, en diversos instrumentos que oscilan entre bongos y timbales. El órgano de la pieza fue tocado por Chuck Leavell, quien más tarde sería pianista regular de los Stones. Hay que destacar también el uso del Dub (un subgénero de la música reggae) sobre los instrumentos.

## Lanzamiento y legado
La canción fue lanzada como primer sencillo tomado del álbum el 1 de noviembre de 1983. La recepción inicial fue tibia, con la canción llegando al número 9 en Estados Unidos y al 11 en el UK Singles Chart, aunque se cree que las representaciones violentas enunciadas por Jagger en la canción afecto su popularidad, ya que decayó rápidamente. Jagger en las notas del recopilatorio Jump Back: "Pienso que es muy buena pero no era particularmente acertada en aquel momento porque las canciones que tratan abiertamente la política nunca son tan exitosas, por alguna razón". Richards contraatacó: "Había mucho más revestimientos en esta pista. Mick y yo estábamos empezando a entrar en desacuerdo". La década de 1980 fue famosamente difícil para los líderes de los Rolling Stones.
Se realizó un videoclip en México elaborado para la canción, con Jagger como un detective que ayuda a una mujer a seguir sus secuestradores y a Richards como su novio y líder de los secuestradores que finalmente le disparan a Jagger. El vídeo musical, dirigido por Julien Temple, fue considerado demasiado violento para MTV (que finalmente se emitió una versión editada) , y la versión sin censura del vídeo se incluiría en la compilación de vídeos de la banda Video Rewind.
La canción se ha tocado esporádicamente en cada tour desde su lanzamiento, más recientemente en la gira A Bigger Bang Tour de 2006 y apareció en cada álbum recopilatorio desde entonces, incluyendo Forty Licks (2002) y GRRR! de (2012).

## Personal
Acreditado:
- Mick Jagger: voz.
- Keith Richards: guitarra eléctrica.
- Ron Wood: guitarra eléctrica.
- Bill Wyman: bajo.
- Charlie Watts: batería.
- Chuck Leavell: órgano.
- Robbie Shakespeare: bajo.
- Sly Dunbar: percusión.
- Martin Ditcham: percusión.
- Moustapha Cisse: percusión.
- Brahms Coundoul: percusión.

## Posicionamiento en las listas
| Listas (1983–1984)                 | Mejor posición |
| ---------------------------------- | -------------- |
| Alemania (Media Control AG)        | 20             |
| Austria (Ö3 Austria Top 40)        | 19             |
| Bélgica (Flandes) (Ultratop 50)    | 5              |
| Canadá (RPM Hot 100)               | 11             |
| Estados Unidos (Billboard Hot 100) | 9              |
| Irlanda (IRMA)                     | 10             |
| Noruega (VG-lista)                 | 8              |
| Nueva Zelanda (Recorded Music NZ)  | 10             |
| Países Bajos (Mega Single Top 100) | 4              |
| Reino Unido (UK Singles Chart)     | 11             |
| Suecia (Sverigetopplistan)         | 15             |
| Suiza (Schweizer Hitparade)        | 18             |

| Lista (1983-1984)                  | Posición |
| ---------------------------------- | -------- |
| Bélgica (Ultratop Flanders)        | 85       |
| Estados Unidos (Billboard Hot 100) | 93       |
| Países Bajos (Nederlandse Top 40)  | 57       |
| Países Bajos (Single Top 100)      | 55       |